# Natação no Campeonato Mundial de Esportes Aquáticos de 2013 - 4x200 m livre masculino
A prova do revezamento 4x200 metros livre masculino da natação no Campeonato Mundial de Esportes Aquáticos de 2013 ocorreu no dia 2 de agosto no Palau Sant Jordi  em Barcelona. 

## Recordes
Antes desta competição, os recordes mundiais e do campeonato nesta prova eram os seguintes:
| Tipo                  | Atleta         | Tempo   | Local | Data                |
| --------------------- | -------------- | ------- | ----- | ------------------- |
|                       | Estados Unidos | 6:58.55 | Roma  | 31 de julho de 2009 |
| Recorde do campeonato | Estados Unidos | 6:58.55 | Roma  | 31 de julho de 2009 |

## Medalhistas
| Ouro                                                                        | Prata                                                                            | Bronze                                            |
| Estados Unidos · Conor Dwyer · Ryan Lochte · Charlie Houchin · Ricky Berens | Rússia · Danila Izotov · Nikita Lobintsev · Artem Lobuzov · Alexander Sukhorukov | China · Wang Shun · Hao Yun · Li Yunqi · Sun Yang |

## Resultados

### Eliminatórias
Esses foram os resultados das eliminatórias.
| Pos. | Bateria | Raia | Nadadores | Nacionalidade  | Tempo   | Notas            |
| ---- | ------- | ---- | --- | -------------- | ------- | ---------------- |
| 1    | 2       | 4    | Matt McLean (1:47.63) Michael Klueh (1:47.70) Charlie Houchin (1:45.66) Ricky Berens (1:47.06)                | Estados Unidos | 7:08.05 | Q                |
| 2    | 1       | 6    | Danila Izotov (1:47.50) Nikita Lobintsev (1:46.82) Artem Lobuzov (1:47.69) Alexander Sukhorukov (1:47.86)     | Rússia         | 7:09.87 | Q                |
| 3    | 2       | 6    | Takeshi Matsuda (1:47.92) Sho Sotodate (1:46.46) Yuki Kobori (1:47.57) Daiya Seto (1:48.03)                   | Japão          | 7:09.98 | Q                |
| 4    | 1       | 4    | Yannick Agnel (1:47.65) Lorys Bourelly (1:48.04) Grégory Mallet (1:48.37) Jérémy Stravius (1:46.60)           | França         | 7:10.66 | Q                |
| 5    | 1       | 2    | Glenn Surgeloose (1:48.57) Emmanuel Vanluchenne (1:48.18) Dieter Dekoninck (1:47.66) Pieter Timmers (1:46.28) | Bélgica        | 7:10.69 | Q,               |
| 6    | 1       | 5    | Dimitri Colupaev (1:48.48) Clemens Rapp (1:47.33) Markus Deibler (1:48.67) Yannick Lebherz (1:46.58)          | Alemanha       | 7:11.06 | Q                |
| 7    | 1       | 3    | James Guy (1:48.08) Robert Renwick (1:47.65) Ieuan Lloyd (1:48.85) Josh Walsh (1:48.42)                       | Reino Unido    | 7:13.00 | Q                |
| 8    | 2       | 5    | Wang Shun (1:47.96) Hao Yun (1:47.45) Lü Zhiwu (1:50.04) Li Yunqi (1:47.92)                                   | China          | 7:13.37 | Q                |
| 9    | 2       | 3    | David McKeon (1:49.27) Ned McKendry (1:48.32) Alexander Graham (1:49.10) Jarrod Killey (1:46.83)              | Austrália      | 7:13.52 |                  |
| 10   | 2       | 2    | Alex di Giorgio (1:48.60) Marco Belotti (1:47.93) Damiano Lestingi (1:48.83) Filippo Magnini (1:48.24)        | Itália         | 7:13.60 |                  |
| 11   | 2       | 1    | Nicolas Oliveira (1:47.93) Fernando Santos (1:49.21) João de Lucca (1:47.96) Vinícius Waked (1:50.87)         | Brasil         | 7:15.97 |                  |
| 12   | 2       | 7    | Blake Worsley (1:49.06) Alec Page (1:48.46) Aly Abdel Khalik (1:49.33) Hassaan Abdel Khalik (1:50.32)         | Canadá         | 7:17.17 |                  |
| 13   | 2       | 0    | Víctor Martín (1:49.72) Marc Sánchez (1:49.55) Albert Puig (1:48.43) Gerard Rodríguez (1:49.89)               | Espanha        | 7:17.59 | Recorde nacional |
| 14   | 1       | 7    | Jan Świtkowski (1:48.67) Dawid Ziełinski (1:49.33) Filip Bujoczek (1:49.96) Michał Poprawa (1:51.11)          | Polónia        | 7:19.07 |                  |
| 15   | 1       | 1    | Marwan Ismail (1:50.62) Mohamed Khaled (1:53.29) Ahmed Akram (1:52.53) Mohamed Gadallah (1:55.16)             | Egito          | 7:31.60 | Recorde nacional |
| 16   | 1       | 0    | Doğa Çelik (1:55.73) Nezır Karap (1:54.27) Furkan Marasli (1:52.48) Kemal Arda Gürdal (1:49.89)               | Turquia        | 7:32.37 |                  |
| 17   | 1       | 8    | Jeong Jeong-Soo (1:51.78) Jang Sang-Jin (1:51.23) Ju Jang-Hun (1:55.97) Im Tae-Jeong (1:53.85)                | Coreia do Sul  | 7:32.83 |                  |
| 18   | 2       | 8    | Miguel Gutierrez (1:54.36) Ramiro Ramírez (1:54.97) Ezequiel Trujillo (1:55.43) Arturo Pérez Vertti (1:53.75) | México         | 7:38.51 |                  |

### Final
Esse foi o resultado da final.
| Pos.              | Raia | Nadadores | Nacionalidade  | Tempo   | Notas            |
| ----------------- | ---- | --- | -------------- | ------- | ---------------- |
| Medalha de ouro   | 4    | Conor Dwyer (1:45.76) Ryan Lochte (1:44.98) Charlie Houchin (1:45.59) Ricky Berens (1:45.39)                  | Estados Unidos | 7:01.72 |                  |
| Medalha de prata  | 5    | Danila Izotov (1:45.14) Nikita Lobintsev (1:46.23) Artem Lobuzov (1:46.16) Alexander Sukhorukov (1:46.39)     | Rússia         | 7:03.92 |                  |
| Medalha de bronze | 8    | Wang Shun (1:47.41) Hao Yun (1:47.25) Li Yunqi (1:46.92) Sun Yang (1:43.16)                                   | China          | 7:04.74 | Recorde nacional |
| 4                 | 6    | Yannick Agnel (1:45.44) Lorys Bourelly (1:47.45) Grégory Mallet (1:46.61) Jérémy Stravius (1:45.41)           | França         | 7:04.91 |                  |
| 5                 | 3    | Kosuke Hagino (1:45.93) Sho Sotodate (1:46.74) Yuki Kobori (1:46.69) Takeshi Matsuda (1:45.59)                | Japão          | 7:04.95 |                  |
| 6                 | 7    | Clemens Rapp (1:47.80) Markus Deibler (1:48.63) Dimitri Colupaev (1:47.66) Yannick Lebherz (1:45.98)          | Alemanha       | 7:10.07 |                  |
| 7                 | 2    | Glenn Surgeloose (1:48.45) Emmanuel Vanluchenne (1:48.09) Dieter Dekoninck (1:46.91) Pieter Timmers (1:47.70) | Bélgica        | 7:11.15 |                  |
| 8                 | 1    | James Guy (1:47.19) Robert Renwick (1:46.86) Jak Scott (1:48.31) Josh Walsh (1:49.64)                         | Reino Unido    | 7:12.00 |                  |

Legenda
| Recorde mundial       | Recorde mundial (World record)               |                       | Recorde africano                      | Recorde africano (African) |                                           | Q | Classificado por posição (Qualified) |
| Recorde do campeonato | Recorde do campeonato (Championship record)  | Recorde da América    | Recorde da América (Americas)         | q                          | Classificado por melhor tempo (Qualified) |   |                                      |
| Melhor marca do ano   | Melhor marca do ano (World leading)          | Recorde asiático      | Recorde asiático (Asian)              | DNS                        | Não largou (Did not start)                |   |                                      |
| Recorde nacional      | Recorde nacional (National record)           | Recorde europeu       | Recorde europeu (European)            | DNF                        | Não terminou (Did not finish)             |   |                                      |
| Recorde pessoal       | Recorde pessoal do atleta (Personal best)    | Recorde da Oceania    | Recorde da Oceania (Oceania)          | DSQ / DQ                   | Desclassificado (Disqualified)            |   |                                      |
| Recorde da temporada  | Recorde da temporada do atleta (Season best) | Recorde sul-americano | Recorde sul-americano (South America) | NM                         | Sem marca (No mark)                       |   |                                      |